# MedChemComm
MedChemComm (vollständig Medicinal Chemistry Communications) ist eine wissenschaftliche Fachzeitschrift, die von der Royal Society of Chemistry veröffentlicht wird. Die Zeitschrift ist ein offizielles Publikationsorgan der European Federation for Medicinal Chemistry und erscheint derzeit mit zwölf Ausgaben im Jahr. Es werden Artikel veröffentlicht, die sich mit verschiedenen Aspekten der medizinischen Chemie beschäftigen.
Der Impact Factor lag im Jahr 2014 bei 2,495. Nach der Statistik des ISI Web of Knowledge wird die Zeitschrift mit diesem Impact Factor in der Kategorie medizinische Chemie an 27. Stelle von 59 Zeitschriften und in der Kategorie Biochemie und Molekularbiologie an 163. Stelle von 289 Zeitschriften geführt.